# Anna Guida
Anna Guida (Marcianise, 3 aprile 1971) è un'ex cestista italiana.
Guardia di 173 cm, ha giocato in Serie A1 con Messina.